# Euless
Euless – miasto w Stanach Zjednoczonych, w stanie Teksas, w hrabstwie Tarrant. Według spisu w 2020 roku liczy 61 tys. mieszkańców. Jest częścią obszaru metropolitalnego Dallas i znajduje się między Dallas, a Fort Worth.
Z Euless pochodzi amerykańska aktorka – Sarah Shahi.

## Demografia
W 2020 roku 65,3% populacji to byli Biali, 12,9% to Afroamerykanie, 11,6% to Azjaci, i 4,0% było rasy mieszanej. Latynosi stanowili 21,3% ludności miasta.